# Минчо
Минчо (на италиански: Mincio; в Античността: на латински: Mincius; на старогръцки: Μιγχιος) е река в Северна Италия, ляв приток на река По. Дължината ѝ е 152 км.
Реката извира от Алпите, в регион Трентино-Южен Тирол, в територията на общината Пинцоло. В първата част на течението ѝ (78 км) тя се нарича Сарка (Sarca; на немски: Sarchbach, Сархбах) до вливането в езерото Лаго ди Гарда. При град Пескиера дел Гарда реката се оттича от езерото и в следващите 74 km от течението се нарича Минчо. В долното течение тя е граница между регионите Ломбардия и Венето. Тя протича през езерата близо до град Мантуа и се влива в река По.